# Eddie Murray (football américain)
(en) Statistiques sur pro-football-reference
Edward Peter Murray (né le 29 août 1956 à Halifax), plus communément appelé Eddie Murray ou Ed Murray, est un joueur canadien de football américain évoluant au poste de kicker.

## Enfance
Murray grandit du côté de Victoria et fait ses études à la Spectrum High School ou encore à la Colquitz Junior HIgh School, sortant diplômé de Spectrum en 1975,. Après une année dans la vie active, il est repéré alors qu'il joue dans une petite ligue de football et intègre l'université Tulane.

## Carrière

### Université
Le canadien joue avec Tulane de 1976 à 1979 et participe à la reconstruction du programme football en grande difficulté à la sortie de la saison 1976,. Murray bat de nombreux records de l'université pour son poste et décroche, à quatre reprises, une nomination dans l'équipe de la saison de la conférence South Independent et deux titres d'All-American pour ces deux dernières saisons à Tulane. Lors du Liberty Bowl 1979 face aux Nittany Lions de Penn State, deux field goals de Murray permettent à son équipe de revenir à 6-6 mais malheureusement Tulane perd cette rencontre 9-6.

### Professionnel
Eddie Murray est sélectionné au premier tour de la draft 1980 de la CFL par les Tiger-Cats de Hamilton mais le kicker reçoit le conseil d'attendre celui de la NFL, un mois plus tard. Finalement, il est choisi au septième tour de la draft 1980 de la NFL par les Lions de Détroit au 166e choix et s'engage avec la franchise bleue. Pour son année de rookie, Murray est désigné titulaire et réussit vingt-sept tirs sur quarante-deux, étant le tireur le plus sollicité de la saison avec également trente-quatre conversions réussies sur trente-cinq, recevant une sélection au Pro Bowl et dans l'équipe All-Pro.
Il parvient à conserver son poste pendant toute la décennie 80, réalisant notamment un 95% de réussite aux field goals lors des saisons 1988 et 1989, décrochant sa seconde sélection au Pro Bowl. Cependant, les deux années qui suivent sont mauvaises pour le kicker, tombant à 68% de réussite, et étant notamment victime d'une blessure le privant de cinq matchs en 1990. Lors de la pré-saison 1992, Murray est remercié pour permettre à Jason Hanson d'intégrer l'effectif.
Murray trouve un premier point de chute chez les Chiefs de Kansas City le faisant signer pour un match après la blessure de Nick Lowery avant d'être appelé par les Buccaneers de Tampa Bay pour disputer les sept dernières rencontres de la saison. En 1993, l'ancien de Tulane s'engage avec les Cowboys de Dallas, ayant perdu leurs deux premiers matchs du championnat, marquant 122 points et remportant le Super Bowl XXVIII avec la franchise du Texas. Le kicker quitte les Cowboys et joue ensuite pour les Eagles de Philadelphie et les Redskins de Washington avant de passer une saison sans contrat en 1996. Il termine sa carrière avec douze matchs chez les Vikings du Minnesota en 1997, quatre avec les Cowboys de nouveau en 1999 et six lors de son deuxième et dernier passage à Washington, prenant sa retraite à l'âge de quarante-quatre ans.